# Monte de Garòs
El Monte de Garòs és una serra situada entre els municipis de Naut Aran i de Vielha e Mijaran a la comarca de la Vall d'Aran, amb una elevació màxima de 2.258 metres.